# Gianluca Basile

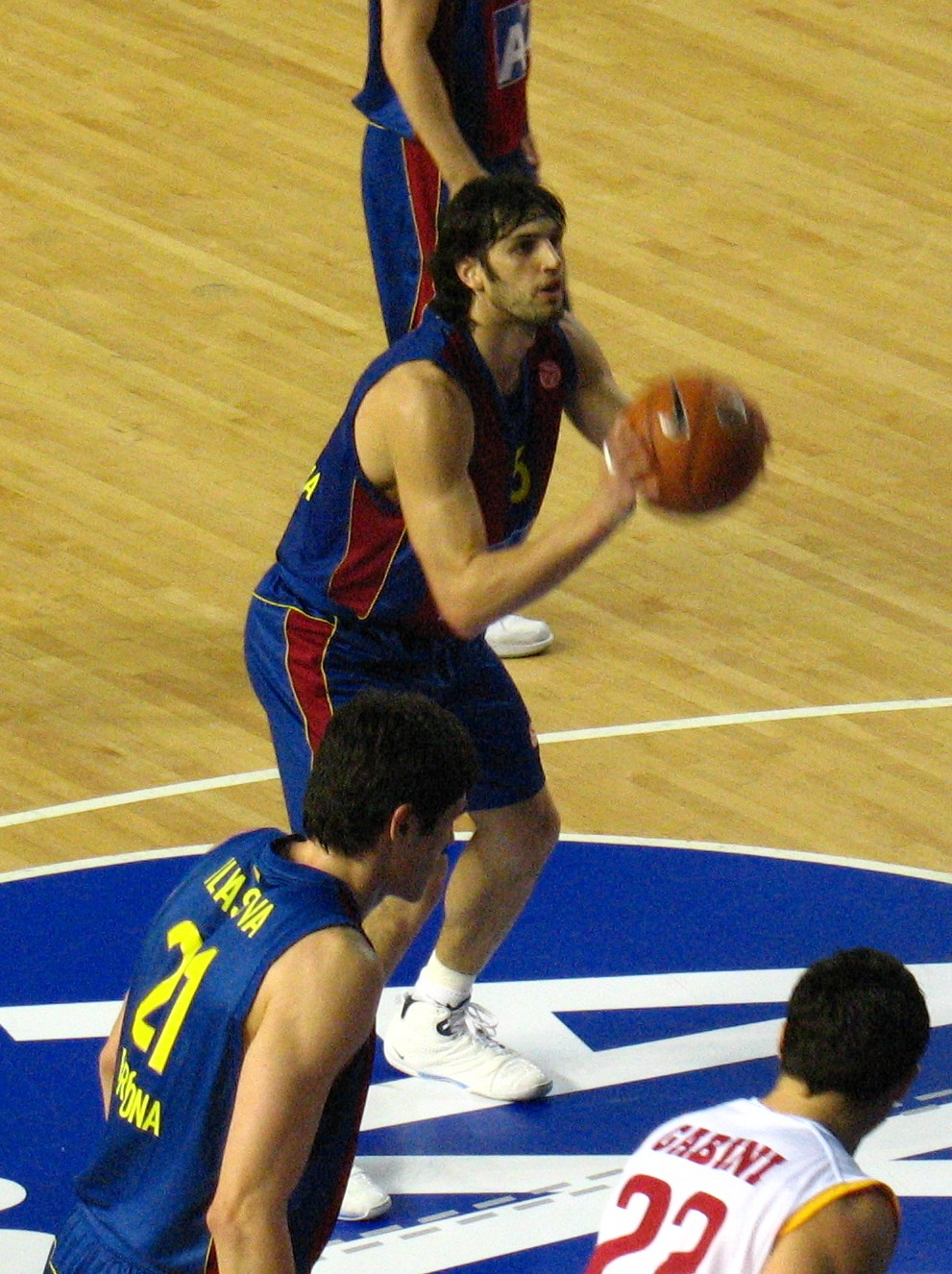
Basile se dispone a lanzar un tiro libre en un partido con el Barcelona en febrero del 2008.

Gianluca Basile (Ruvo di Puglia, Italia, 24 de enero de 1975) es un exjugador profesional de baloncesto italiano que perteneció, entre otros, a las plantillas del Fortitudo Bologna, del F. C. Barcelona y del Olimpia Milano. Mide 1,92 metros, pesa 91 kilos, y jugaba en las posiciones de base y escolta. Está considerado uno de los mejores jugadores de baloncesto italianos de las décadas de 1990 y 2000. Ganó la medalla de plata en el Juegos Olímpicos de Atenas en el 2004, y la medalla de oro en el EuroBasket de 1999. También fue capitán de la Selección de baloncesto de Italia.

## Trayectoria profesional
Basile jugó cuatro años en el club italiano Pallacanestro Reggiana, y siete en el Fortitudo Bologna, con el que ganó dos campeonatos de la LBA, como capitán del equipo. 
Desde julio del 2005 jugó en el F. C. Barcelona, club con el que firmó un contrato por tres temporadas, hasta 2008 y con el que alcanzó un acuerdo por dos temporadas más en julio de ese mismo año. El 21 de junio de 2011 el F. C. Barcelona confirma que no prorroga el contrato del jugador. En una entrevista al programa Tu Diràs de la emisora de radio RAC1 afirma que se marcha triste pero que considera un gran orgullo haber pertenecido a este club, a la vez que asegura que buscará un nuevo equipo donde jugar y disputar la Euroliga, aunque de un nivel más bajo. Basile acaba siendo el jugador extranjero que más veces ha vestido la camiseta del Regal Barcelona, con 327 ocasiones.
En julio de 2011, firmó un contrato de dos años con el club italiano Pallacanestro Cantù,de la liga italiana.
El 6 de julio de 2012 el club italiano Emporio Armani Milano, anunció oficialmente el fichaje de Basile, con un contrato de un año. Su contrato con el equipo expiró el 30 de junio de 2013 y se convirtió en agente libre.
Terminó su carrera en el club italiano Orlandina Basket, y jugó por última vez en la temporada 2015-16.
El 13 de febrero de 2017 anunció su retirada del baloncesto en activo a los 42 años de edad.

## Trayectoria en la selección nacional
Basile fue el líder de la Selección nacional de baloncesto de Italia que ganó la medalla de plata en el Juegos Olímpicos de 2004 en Atenas, que fue el mejor resultado para Italia desde que consiguieron la medalla de plata en el Juegos Olímpicos de Verano de 1980. También ayudó a Italia a vencer a la Team USA, por un resultado de 95-78, al anotar 25 puntos en un amistoso preolímpico contra Estados Unidos en 2004. Entre sus medallas con la selección italiana también se incluyen una medalla de oro en el EuroBasket 1999, una medalla de bronce en el EuroBasket 2003 y una medalla de plata en el Juegos Mediterráneos de 1997.

## Perfil del jugador
Basile destacó en el papel de escolta o base y se caracterizó por tener un excelente tiro de 3 lo que le lleva a anotar la mayoría de sus puntos más allá de la línea de 6'25, comúnmente llamadas "mandarinas", por lo que recibe el apodo de mandarineri.  Inventó y dio nombre al tiro ignorante, un tiro de tres puntos realizado en condiciones difíciles, y que sorprendía a sus adversarios.

## Palmarés

### En clubes
- 2 Liga Italiana de Baloncesto: 2000 y 2005, con el Fortitudo Bologna.
- Elegido Mejor Jugador de la Liga Italiana en la temporada 2003-2004.
- Elegido Mejor Jugador de la Final de la eliminatoria de la Liga Italiana en la temporada 2004-2005
- Supercopa de España (2): 2009, 2010.
- Copa del Rey (3): 2007, 2010, 2011.
- Liga ACB (2):  2009, 2011.
- Euroliga (1): 2010.

### Con la selección de Italia
- Medalla de plata Juegos Mediterráneos de 1997.
- Medalla de oro Campeonato de Europa de 1999.
- Medalla de bronce en el Campeonato de Europa de 2003 en Suecia.
- Medalla de plata en los Juegos Olímpicos de Atenas de 2004.

## Premios y reconocimientos
- Oficial de la Orden del Mérito de la República Italiana. - Roma, 27 de septiembre de 2004. Iniciativa del Presidente de la República.[12]